# Людина з плюсом
«Людина плюс» (англ. Man Plus) — науково-фантастичний роман американського письменника Фредерика Пола 1976 року. Він отримав премію «Неб'юла» за найкращий роман у 1976 році, був номінований на премії Г'юго та Кемпбелла та посів третє місце в щорічному опитуванні Locus Poll у 1977 році.
Історія про кіборга Роджера Торравея, який створений для роботи в суворих марсіанських умовах, щоб люди могли колонізувати Марс.

## Сюжет
У недалекому майбутньому холодна війна загрожує перетворитися на бойову війну. Колонізація Марса, здається, єдина надія людства пережити неминучий Армагеддон. Щоб сприяти цьому, уряд США починає програму створення кіборгів, щоб створити істоту, здатну вижити в суворих умовах Марса: Людину з плюсом. Після смерті першого кандидата через те, що керівники проекту забули покращити здатність його мозку обробляти сенсорні дані, щоб справлятися з новими стимулами, які він отримує, Роджер Торравей стає серцем програми.
Щоб вижити в розрідженій марсіанській атмосфері, Роджер Торравей мусить замінити своє тіло на штучне. З кожним кроком він стає все більш відірваним від людства, він не в змозі відчувати у своєму новому частину відчуттів людини. Лише після прибуття на Марс його нове тіло починає набувати для нього сенсу. Воно ідеально пристосоване до цього нового світу, і він повністю відокремлюється від свого старого світу і від людства.
Успіх марсіанської місії стимулює подібні програми кіборгів в інших космічних державах. Виявляється, що комп'ютерні мережі Землі стали розумними і вирішили, що забезпечення виживання людства гарантує і їхнє виживання. Зрештою, мережа спантеличена: щось спотворило їхні екстраполяції, так само, як вони вплинули на людство.

## Рецепція
Рецензент «Нью-Йорк Таймс» Джеральд Джонас сприйняв роман несхвально, сказавши, що «Пол, здається, зовсім втратив відчуття… соціальна екстраполяція в „Людині з плюсом“ проста, а іронія важка». Павук Робінсон виявив «Людину з плюсом» «натягнутою, напруженою, іноді жахливо захоплюючою», але дорікав йому за «одну дірку розміром із самоскид» у його сюжеті.
К. Бен Острандер зробив огляд «Людину з плюсом» у The Space Gamer № 8. Острандер прокоментував, що «рекомендує цю книгу всім, хто любить швидкі, гостросюжетні історії».

## Продовження
Пол об'єднався з Томасом Томасом, щоб написати продовження «Марс з плюсом», опубліковане в 1994 році.